# Rysslök
Rysslök (Allium angulosum) är en flerårig växtart i släktet lökar och familjen amaryllisväxter.

## Beskrivning
Arten blir 20 till 50 centimeter hög, med rosa blommor som blommar i juni och juli.

## Utbredning
Rysslöken kommer ursprungligen från Öst- och Centraleuropa, men återfinns idag som förvildad längs vägar och järnvägar i Sverige.

## Användning
Rysslöken har mild, behaglig löksmak och kan användas både rå och tillagad, eller konserveras genom mjölksyrning eller torkning.

## Förväxlingsarter
Rysslök har flera mycket närstående arter, som den dessutom lätt korsar sig med, vilket orsakar en del förvirring i artbestämningen. Bland dessa arter återfinns bredbladig kantlök (A. senescens), sibirisk kantlök (A. nutans) och kantlök (A. lusitanicum).